# Glochidion runikerae
Glochidion runikerae är en emblikaväxtart som beskrevs av Airy Shaw. Glochidion runikerae ingår i släktet Glochidion och familjen emblikaväxter. Inga underarter finns listade i Catalogue of Life.